# Jesús Juárez Párraga
Jesús Juárez Párraga, SDB (* 22. července 1943 ve Španělsku) je bolivijský římskokatolický duchovní a salesián, první biskup diecéze El Alto (od 25. června 1994). Předtím působil jako pomocný biskup arcidiecéze La Paz (1988-1994). Od roku 2006 je generálním sekretářem Bolivijské biskupské konference.

## Život
Jesús Juárez se narodil ve Španělsku. Na kněze byl vysvěcen 16. prosince 1972 coby řádový kněz salesiánů. Do Bolívie přišel jako misionář. 16. dubna 1988 byl jmenován pomocným biskupem arcidiecéze La Paz a titulárním biskupem z Gumnni. Vysvěcen byl 18. června téhož roku, jeho světiteli byli arcibiskup Santos Abril y Castelló (tehdy apoštolský nuncius v Bolívii), Luis Sáinz Hinojosa (arcibiskup arcidiecéze La Paz) a biskup Julio Terrazas Sandoval (biskup diecéze Oruro).
O jeho biskupském působení pojednává dokumentární film Dobrý pastýř Msgr. Jesús Juárez, SDB vysílaný v České republice TV Noe.